# Primo ministro del Ghana
Il primo ministro del Ghana fu il capo del governo del Ghana in due occasioni: dal 1957 al 1960 (durante il Dominion del Ghana) e nuovamente dal 1969 al 1972 (durante la Seconda Repubblica).
La carica fu preceduta da quella di primo ministro della Costa d'Oro, esistita dal 1952 al 1957.

## Storia
Il primo leader del Ghana fu Kwame Nkrumah, che ricoprì prima la carica di primo ministro della Costa d'Oro dal 1952 al 1957 e poi, a seguito dell'indipendenza del Ghana, quella di primo ministro del Paese fino al 1960, anno in cui venne emanata una nuova costituzione, il Ghana divenne una repubblica e la carica di primo ministro venne abolita. Kwame Nkrumah vinse le elezioni presidenziali del 1960 e divenne primo presidente del Ghana, ma nel 1966 venne rovesciato da un colpo di Stato militare.
Con il ritorno al governo civile nel 1969, nacque la Seconda repubblica e il sistema parlamentare venne restaurato. Il Partito del Progresso vinse le elezioni parlamentari del 1969 e il suo leader Kofi Abrefa Busia divenne primo ministro il 1º ottobre 1969. Il governo di Kofi Abrefa Busia fu però rovesciato il 13 gennaio 1972 da un altro colpo di Stato militare.
Nel 1979 venne nuovamente restaurato il governo civile, ma stavolta la Terza repubblica divenne presidenziale e la carica di primo ministro non venne più reintrodotta.

## Elenco
| Primo ministro                                  | Primo ministro    | Partito | Mandato         | Mandato         |
| Ritratto                                        | Nome              | Partito | Inizio          | FIne            |
| ----------------------------------------------- | ----------------- | ------- | --------------- | --------------- |
| Primo ministro della Costa d'Oro                |                   |         |                 |                 |
|                                                 | Kwame Nkrumah     | CPP     | 21 marzo 1952   | 6 marzo 1957    |
| Primo ministro del Dominion del Ghana           |                   |         |                 |                 |
|                                                 | Kwame Nkrumah     | CPP     | 6 marzo 1957    | 1º luglio 1960  |
| Carica abolita (1º luglio 1960-1º ottobre 1969) |                   |         |                 |                 |
| Primo ministro della Repubblica del Ghana       |                   |         |                 |                 |
|                                                 | Kofi Abrefa Busia | PP      | 1º ottobre 1969 | 13 gennaio 1972 |
| Carica abolita (13 gennaio 1972-oggi)           |                   |         |                 |                 |